# Der Ring (deutsche Zeitschrift)
Der Ring war eine politische Wochenschrift, die von 1928 bis 1943 herausgegeben wurde. Von 1927 bis 1931 lautete der vollständige Titel der Zeitschrift Der Ring. Politische Wochenschrift, ab 1931 wurde der Untertitel geändert, so dass das Organ bis 1934 zeitweise als Der Ring. Konservative Wochenschrift firmierte. In den letzten Jahren ihres Erscheinens hieß die Zeitschrift Wirtschafts-Ring.

## Veröffentlichungsgeschichte
Der Ring ging 1927 aus der Wochenschrift Das Gewissen hervor, die seit 1920 das publizistische Forum der sogenannten Ring-Bewegung bildete. Diese war ein nach dem Ersten Weltkrieg entstandener loser Zusammenschluss national orientierter bürgerlicher Organisationen, die sich selbst als außerparlamentarische nationale Opposition gegen die Weimarer Republik verstand. Der Name der Ring-Bewegung, den die Zeitschrift in ihrem Titel aufgriff, sollte dabei symbolisch auf die Idee verweisen alle national gesinnten, jungkonservativen Deutschen untereinander zu integrieren.
Das im Ring propagierte Gedankengut war an den Vorstellungen von Max Hildebert Boehm, Eduard Stadtler und vor allem Arthur Moeller van den Bruck, den geistigen Leitsternen der Ring-Bewegung, geschult und fand seine Leserschaft vor allem in rechtskonservativen Kreisen.
Nachdem Das Gewissen bereits konservativen politischen Zusammenschlüssen wie dem Juniklub und dem Politischen Kolleg nahegestanden hatte, stand Der Ring sofort nach seinem Erscheinen in enger Beziehung zum 1924 gegründeten Deutschen Herrenklub und übernahm schließlich die Funktion von dessen offiziellem Organ. Den Posten des Herausgebers der Zeitschrift übernahm Heinrich Freiherr von Gleichen-Rußwurm (meist kurz Heinrich von Gleichen genannt), der zugleich ein führendes Mitglied des Herrenclubs und dessen Sekretär war.
Wiederkehrende publizistische Themen waren die „Ideen von 1914“, die Heroisierung des Ersten Weltkrieges und die Sinngebung des Kriegserlebnisses, die Dämonisierung und/oder Perhorreszierung der Friedensregelung von 1919 und eine „mit der Volkstumstheorie korrelierende mystifizierende Geschichtsphilosophie“. Die verfassungsrechtlichen Vorstellungen beziehungsweise die Ideen für eine Überwindung des Weimarer Verfassungssystems durch gezielte Nutzbarmachung der Notverordnungen der Weimarer Verfassung gegen diese selbst orientierten sich an Überlegungen des Staatsrechtlers Carl Schmitt, einem Mitglied des Herrenclubs. Wirtschaftspolitisch stand man dem Adel, der Schwerindustrie und der Finanzwelt – der Mitgliedschaft im Herrenclub – nahe. Die Zeitschrift erhielt von der Ruhrlade finanzielle Unterstützung.
Die Redaktionsräume des Rings befanden sich in der Berliner Motzstraße 22. Zu den Autoren die für den „Ring“ schrieben, zählten unter anderem Ernst Rudolf Huber, Arnold Rechberg und Friedrich Vorwerk (dieser war Schriftleiter des Blattes) sowie die Politiker Werner von Rheinbaben und Franz von Papen. Für die politische Karriere des zuletzt genannten hatte ein Anfang 1932 im Ring erschienener Aufsatz, in der Vorschläge zur Bewältigung der damals grassierenden Wirtschaftskrise machte, weitreichende Folgen. Im Mai dieses Jahres als anlässlich des Sturzes der Regierung Brüning die Bestellung eines neuen Reichskanzlers erforderlich wurde, präsentierte Kurt von Schleicher, der engste Berater des Reichspräsidenten Paul von Hindenburg, dem Staatsoberhaupt den Aufsatz Papens aus dem Ring um seinem Vorschlag, den Autoren als Nachfolger Brünings zum Reichskanzler zu machen, mit dem Argument von dessen überzeugenden programmatischen Vorstellungen, Nachdruck zu verleihen.
Während der Regierungszeit von Papen vom Juni bis Dezember 1932 gehörte der Ring zu den wenigen publizistischen Stützen von Papens konservativen Kabinett der Barone.
Der angeschlossene „Ring-Verlag“ veröffentlichte politische Schriften wie Das Dritte Reich (1923) von Arthur Moeller van den Bruck und Belletristik wie Der Sumbuddawald (1928) der westpreußischen Schriftstellerin Elisabeth Siewert.

## ZDB-Nachweis
- ZDB-ID 506756-X